# Pestana Equador
El Pestana Equador és un balneari situat a l'Ilhéu das Rolas, al sud de São Tomé i Príncipe. Pertany i és gestionat pel grup Pestana d'hotels i ressorts. És un dels pocs centres turístics del planeta que està a l'Equador i està entre els dos hemisferis. L'àrea forma part de l'assentament despoblat d'Ilhéu das Rolas.
El complex està situat al nord de l'equador, i es troba a 60 km de la capital, São Tomé. El complex només és accessible amb vaixell, que surt de Ponta Baleia a l'illa de São Tomé. En la porció d'aquesta zona hi ha una part ínfima del país a l'hemisferi sud.
El complex compta amb el monument de demarcació de l'equador, just a l'equador que marca la divisió entre els hemisferis nord i sud, i es troba al sud-oest del ressort.

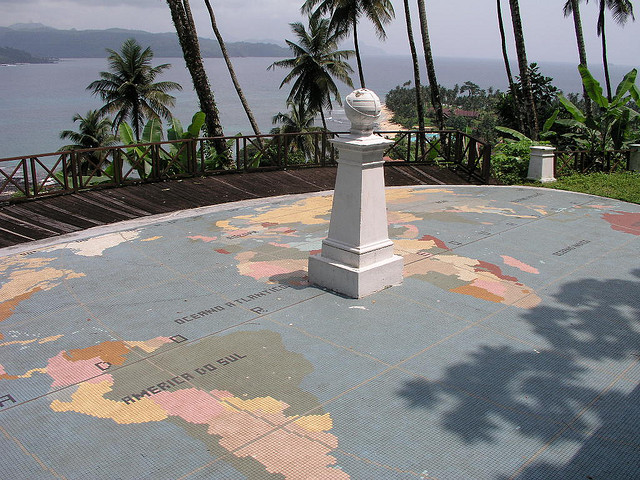
Marca de l'Equador erigida per Carlos Viegas Gago Coutinho al sud-est del ressort